# Apolochus likelike
Apolochus likelike är en kräftdjursart som först beskrevs av J. L. Barnard 1970.  Apolochus likelike ingår i släktet Apolochus och familjen Amphilochidae. Inga underarter finns listade i Catalogue of Life.